# Sympherobius klapaleki
Sympherobius klapaleki is een insect uit de familie van de bruine gaasvliegen (Hemerobiidae), die tot de orde netvleugeligen (Neuroptera) behoort. 
Sympherobius klapaleki is voor het eerst wetenschappelijk beschreven door Zeleny in 1963.